# نادي سيلفا
نادي سيلفا هو نادي كرة قدم إسباني يلعب في دوري الدرجة الثالثة الإسباني.

## تشكيلة اللاعبين
هجوم: إيفان ريفييرو.
دفاع: لوكاس لويز سكالون.